# 牛金
牛 金（ぎゅう きん、生没年不詳）は、中国後漢末期から三国時代の魏に仕えた軍人。

## 事跡
『三国志』に、曹仁に従って各地を転戦した記録がある。赤壁の戦い後、周瑜率いる孫権軍6千人が江陵に攻め込んで来た時、牛金は僅か300人の寡勢でこれを迎撃するよう、曹仁に派遣された。奮戦するも危うく討たれるところであったが、曹仁が救援に駆け付けたため、危機を乗り越えた。これが南郡や樊城をも含む荊州北部の江陵攻防戦である。後に後将軍に出世している。
その後は司馬懿に従い、青龍3年（235年）には魏に侵攻した蜀漢の馬岱を迎え撃ち、1000人余りの犠牲者を出させ撤退に追い込んでいる。また景初2年（238年）には、胡遵とともに司馬懿による公孫淵征討に従軍している（遼隧の戦い）。
孫盛『晋陽秋』および『晋書』によれば、後に司馬懿によって毒殺される。かつて、表面に「馬の後を継ぐのは牛である」という予言が刻まれた「玄石図」という石碑があった。そのため司馬懿は牛氏を憎悪し、鴆毒が入った酒を牛金に飲ませて殺害したという。また、司馬懿の曾孫司馬覲の妃である夏侯光姫（字は銅環）は、小役人の牛氏と密通して、東晋の初代皇帝となる司馬睿を生んだという。また『宋書』によれば、牛金殺害後に司馬師が「牛金は名将であり、よく働くのに、何故あのように害したのですか」と問うと、司馬懿は「お前は石の予兆を忘れたのか、『馬の後に牛あり』と」と返しており、また小吏は琅邪国の人となっている。
『魏書』は司馬睿（書中では司馬叡）を「牛金の子である」とし、「譙国の夏侯氏は牛金と姦通し、司馬睿を生んだ」と記している。しかし、牛金が司馬懿の死から25年後になる咸寧2年（276年）生まれの司馬睿の父親であるとは考えにくく、また『魏書』は南朝と敵対していた北斉が編纂したものであるため、真偽の程は定かではない。また、先述した司馬懿による毒殺説、司馬睿を牛氏の落胤とする説もまた確証はない。なお王隠『晋書』によれば、毒殺は公孫淵討伐後と記されている。それを基に考えた場合、没年は239年付近となる。